# Tournon-d’Agenais
Tournon-d’Agenais település Franciaországban, Lot-et-Garonne megyében. Lakosainak száma 742 fő (2022. január 1.). Tournon-d’Agenais Thézac, Montaigu-de-Quercy, Anthé, Bourlens, Cazideroque, Courbiac és Masquières községekkel határos.

## Népesség
A település népessége az elmúlt években az alábbi módon változott:
| Lakosok száma | 1006 | 921  | 839  | 801  | 697  | 715  | 761  | 761  | 764  | 742  |
|               | 1968 | 1982 | 1990 | 2006 | 2013 | 2015 | 2017 | 2019 | 2020 | 2022 |